# Comuna Zaozerne, Tulciîn
Zaozerne (în ucraineană Заозерне) este o comună în raionul Tulciîn, regiunea Vinnița, Ucraina, formată din satele Vasîlivka și Zaozerne (reședința).

## Demografie
Componența lingvistică a satului Zaozerne
     Ucraineană (97,68%)
     Rusă (1,89%)
     Alte limbi (0,21%)
Conform recensământului din 2001, majoritatea populației satului Zaozerne era vorbitoare de ucraineană (97,68%), existând în minoritate și vorbitori de rusă (1,89%).